# 山崎美奈
山﨑 美奈（やまざき みな）は、日本のオペラ歌手（ソプラノ）。欧文表記だと「Mina Yamazaki」。

## 人物・来歴
東京都渋谷区出身。東京都立青山高等学校を経て桐朋学園大学声楽専攻卒。1988年、イタリア政府給費金留学生として渡伊。アッリーゴ・ポーラに師事。近年は後進の育成にも携わっている。

## 公演歴
- ラ・ボエーム
  - 1995年12月、Teatro comunale di Treviso - ミミ 役
  - 2003年1月、ローマ歌劇場（ジャンルイジ・ジェルメッティ指揮、フランコ・ゼッフィレッリ演出）- ムゼッタ役
  - 2012年2月、Teatro Goldoni（マルコ・ガンディーニ演出）- ミミ役
- トゥーランドット - リュー 役
  - 1996年7月、プッチーニ音楽祭
  - 2007年7月、ローマ歌劇場 カラカラ野外劇場（アラン・ロンバール指揮）
- ランメルモールのルチア（1996年3月、レッチェ・ポリテアーマ・グレコ劇場）- ルチア 役
- 藤原歌劇団 椿姫（1997年1月）- ヴィオレッタ 役[2]
- リゴレット（1997年4月、フェニーチェ歌劇場[3]）- ジルダ 役
- 蝶々夫人 - 蝶々夫人 役
  - 1998年10月、Salzburger Kulturtage
  - 1999年2月、ザンクト・ガレン劇場
  - 2002年8月、プッチーニ音楽祭
  - 2002年8月、Palacio de Festivales de Cantabria
  - 2002年12月、ローマ歌劇場（ステファノ・ヴィツィオーリ演出）
  - 2006年7月、ローマ歌劇場 カラカラ野外劇場（ドナート・レンゼッティ指揮）
  - 2010年5月、トリエステ歌劇場（ジュリオ・チャバッティ演出）
  - 2012年6月、横浜みなとみらいホール（沼尻竜典指揮）[4]
  - 2014年3月、トリエステ歌劇場（ドナート・レンゼッティ指揮）
  - 2015年2月、ボローニャ歌劇場（吉田裕史指揮）
- 仮面舞踏会（2001年5月、新国立劇場）- オスカル 役
- イリス（2007年3月、Teatro Goldoni）- イリス 役
- 道化師 - ネッダ 役
  - 2009年5月、ローマ歌劇場（ジャンルイジ・ジェルメッティ指揮、フランコ・ゼッフィレッリ演出）
  - 2011年4月、カルロ・フェリーチェ歌劇場（ファビオ・ルイージ指揮、フランコ・ゼッフィレッリ演出）
- カルメン（2009年7月、ローマ歌劇場 カラカラ野外劇場、カレル・マーク・チチョン指揮）- ミカエラ 役
- ファルスタッフ
  - 2010年1月、ローマ歌劇場（フランコ・ゼッフィレッリ演出）- アリーチェ 役
  - 2015年6月、トリエステ歌劇場（ホセ・ミゲル・ペレス=シエッラ指揮）- ナンネッタ 役
- L’OSTERIA DI MARECHIARO（2011年6月、サン・カルロ歌劇場、ドナート・レンゼッティ指揮）- ドリーナ 役
- ドン・ジョヴァンニ（2013年1月、Teatro Sociale di Rovigo、エリザベッタ・クリール演出）- ドンナ・エルヴィーラ 役
- イル・トロヴァトーレ（2017年4月、スロヴェニア国立マリボール歌劇場）- レオノーラ 役

## その他
- 2018年5月 びわ湖ホール声楽アンサンブル声楽曲研修にて講師
- 2019年8月 びわ湖ホール声楽アンサンブルイタリア声楽曲研修Ⅱにて講師